# Хомюк Сергій Володимирович
Сергі́й Володи́мирович Хомю́к — підполковник, Державна прикордонна служба України.
Станом на лютий 2017-го — старший офіцер відділу організації прикордонної служби управління прикордонної служби Департаменту охорони державного кордону, Адміністрація Державної прикордонної служби України.

## Нагороди
29 вересня 2014 року — за особисту мужність і героїзм, виявлені у захисті державного суверенітету та територіальної цілісності України, вірність військовій присязі під час російсько-української війни, відзначений — нагороджений орденом «За мужність» III ступеня.